# Trawsfynydd kärnkraftverk
Trawsfynydd kärnkraftverk är ett kärnkraftverk som ligger i Gwynedd, Wales i Storbritannien.
Kärnkraftverket öppnade 1965 och har två Magnox-reaktorer som producerade 195 MWe (elektrisk effekt) vardera.
Båda reaktorerna stängdes i februari 1991. Avvecklingen och rivningen av kärnkraftverket beräknas vara klart år 2083.
I augusti 2021 beslutade Wales parlament att kraftstationen istället ska återutvecklas för småskaliga kärnreaktorer (SMR).

## Reaktorer
| Reaktor | Typ    | Nettokapacitet | Byggstart   | Nätsynkronisering | Kommersiell drift inleddes | Stängd          |
| ------- | ------ | -------------- | ----------- | ----------------- | -------------------------- | --------------- |
| T1      | Magnox | 195 MWe        | 1 juli 1959 | 14 januari 1965   | 24 mars 1965               | 6 februari 1991 |
| T2      | Magnox | 195 MWe        | 1 juli 1959 | 2 februari 1965   | 24 mars 1965               | 4 februari 1991 |